# Emmerich Danzer
Emmerich Danzer (Wenen, 15 maart 1944) is een Oostenrijks voormalig kunstschaatser. Hij nam deel aan twee Olympische Winterspelen: Innsbruck 1964 en Grenoble 1968. Danzer was drievoudig wereldkampioen en viervoudig Europees kampioen.

## Biografie
Danzer begon op vijfjarige leeftijd, in zijn geboortestad Wenen, met kunstschaatsen. In 1953 werd Herta Wächter - bedenker van de Karl-Schäfer-Eisrevue - zijn coach. Danzer was zeer goed in het onderdeel verplichte figuren, alsook uitmuntend in de vrije kür.
Hij domineerde eind jaren 60 de kunstschaatswedstrijden bij de mannen: na de bronzen medaille op de EK van 1963 was hij viervoudig Europees kampioen (1965-1968) en drievoudig wereldkampioen (1966-1968). Hij nam twee keer deel aan de Olympische Winterspelen. Danzer werd in 1964 vijfde op de Olympische Winterspelen in Innsbruck en was vier jaar later de grote favoriet voor de winst op de Olympische Winterspelen in Grenoble. Toch was het niet hij, maar zijn landgenoot Wolfgang Schwarz die de olympische gouden medaille won. Danzer presteerde minder bij de verplichte figuren en maakte het niet goed in de vrije kür: hij werd vierde.
Danzer, die in 1966 en 1967 Oostenrijks atleet van het jaar was, schaatste hierna met de Wiener Eisrevue en Holiday on Ice. Hij nam ook een liedje op, Sag es mir, dat in zijn geboorteland een hit werd. Danzer had in het geheim een relatie met de Oost-Duitse kunstschaatsster Gabriele Seyfert, maar mocht van de staat niet met haar trouwen. Naderhand werkte hij als coach in de Verenigde Staten en had hij een baan bij een verzekeringsmaatschappij. Danzer was onder meer van 1995 tot 1997 voorzitter van de Österreichischer Eiskunstlaufverband. Verder was hij voor de Oostenrijkse zender ORF commentator bij kunstschaatswedstrijden.

## Belangrijke resultaten
| Olympische Spelen                                                       |    |    |       | 5e |      |      |      | 4e   |
| Wereldkampioenschap                                                     | *  | 7e | 9e    | 5e | 5e   | Goud | Goud | Goud |
| Europees kampioenschap                                                  | 5e | 5e | Brons | 4e | Goud | Goud | Goud | Goud |
| Nationaal kampioenschap                                                 |    |    |       |    | Goud | Goud | Goud | Goud |
| * WK afgelast naar aanleiding van de vliegtuigcrash te Berg-Kampenhout. |    |    |       |    |      |      |      |      |

- Gemeinsame Normdatei: 118678825
- Virtual International Authority File: 3264681
- WorldCat: E39PBJfWXDtq4vVqCXhgTKpHG3